# Dianella caerulea
Dianella caerulea là một loài thực vật có hoa trong họ Thích diệp thụ. Loài này được Sims miêu tả khoa học đầu tiên năm 1801.